# Arthur Bihannic
Arthur Bihannic, né le 7 août 1933 à Landéda (Finistère) et mort le 23 décembre 2022 à Brest, est un coureur cycliste français, professionnel entre 1956 et 1962.

## Palmarès
- 1955
  - 9e du Grand Prix des Nations
- 1958
  - 4e étape du Circuit des Ardennes
  - 3e du Circuit des Ardennes
- 1961
  - Une étape de la Mi-août bretonne
  - 2e du Circuit des Ardennes
  - 2e du Circuit d'Armorique
- 1962
  - 4e étape du Circuit des Ardennes
  - 2e du Circuit d'Armorique

### Résultats sur les grands tours

#### Tour de France
1 participation
- 1956 : abandon (11e étape)